# Pepe Navarro
Pepe Navarro, bürgerlicher Name José Navarro Prieto (geboren 16. November 1951 in Palma del Río, Córdoba, Andalusien), ist ein spanischer Moderator, Journalist, Produzent und Autor.

## Leben und Wirken
Navarros Eltern stammten aus dem spanischen Granada. Als er zwei Jahre alt war, zog die Familie in die katalanische Stadt Sabadell und 1961 für ein Jahr nach Frankreich. Nach der Rückkehr nach Sabadell besuchte Navarro dort an der Salesianerschule Sant Oleguer das Gymnasium, das er im Alter von 15 Jahren abbrach, um in verschiedenen Jobs zu arbeiten, unter anderem als Kellner und Diskjockey. Zwei Jahre später holte er sein Abitur am Institut Jaume Balmes in Barcelona nach. Sein Studium der Informationswissenschaft schloss er an der Autonomen Universität Barcelona in Bellaterra ab. Außerdem absolvierte er einen Abschluss als Sprecher sowie in den Fachbereichen Redaktion und Drehbuchschreiben an der Escuela de Radio y Televisión de Barcelona und hat auch einen Abschluss in Fernsehregie, Produktion und Drehbuchschreiben an der New York University.

### Radio
Schon während des Studiums gestaltete Navarro mit Kollegen wöchentlich die halbstündige Radiosendung Bienvenidos a la Musica. Er arbeitete ab 1975 als Regisseur, Produzent und Moderator für verschiedene Radiosender, wie Radio Juventud de Barcelona, von 1975 bis 1980 bei Ràdio Barcelona (SER), von 1980 bis 1982 bei Radio Nacional de Espana, ab 1983 bei Antena 3 Radio. Im Jahr 1977 gründete er parallel zu seiner Tätigkeit beim Radio eine eigene Produktionsfirma.

### Fernsehen
Ab 1983 arbeitete Navarro für das Fernsehen und hatte dort sein Debüt mit der Sendung La Tarde auf La 1 beim Sender TVE. Anfang 1984 moderierte er das Telediario 1 von TVE, wobei die Sendung nach kurzer Zeit hohe Einschaltquoten hatte, und übernahm von April bis Oktober wieder La Tarde.
Von 1985 bis 1988 war Navarro in den USA tätig und übernahm dort für das Spanish International Network (heute Univision) die Talkshow La noche, und moderierte außerdem in den Programmen von Por México und Por ti Kolumbien. Von 1987 bis 1988 lebte er in New York und Los Angeles und war dort bei verschiedenen amerikanischen Werbe-, Film- und Fernsehproduktionsfirmen in der Regie und in der Produktion tätig. Nach seiner Rückkehr nach Spanien präsentierte er dort 1989 die wöchentliche Show Por fin Viernes beim andalusischen TV-Sender Canal Sur. Von 1989 bis 1990 übernahm er wiederum beim Sender TVE die Leitung des Morgenmagazins El día por delante und im Jahr 1992 das Programm Juguemos al trivial. Ab Herbst 1992 war er für Antena 3 tätig, wo er in Folge die Morgenmagazine Vivir, vivir, qué bonito und Todo va bien sowie das wöchentliche Nachtprogramm Estamos todos locos übernahm, das Einschaltquoten von über 30 % erzielte, und El gran juego de la oca präsentierte.
Für Tele 5 channel moderierte er von 1995 bis 1997 das erste in Spanien ausgestrahlte Late-night-Magazin Esta noche cruzamos el Mississippi, mit dem im spanischen Fernsehen ein neues Sendeformat etabliert wurde, das sich beim Publikum großer Beliebtheit erfreute und als Meilenstein in der Entwicklung des modernen Fernsehens angesehen wurde. Hierzu wurden auch zwei gleichnamige Schallplatten produziert und Navarro wurde mit mehreren Preisen ausgezeichnet. Im Anschluss daran folgte 1997 für Antena 3 das ebenfalls sehr erfolgreiche Late-night-Magazin La sonrisa del pelícano.
1999 beauftragte Telefónica Pepe Navarro erneut, um von Mai 1999 bis Juli 2000 auf Via Digital mit Interaktivität zu experimentieren. Unter dem Namen La Vía Navarro war La VN das weltweit erste interaktive Programm. 2002 präsentierte er die dritte Ausgabe von Big Brother auf Telecinco. In den Jahren 2005–2006 produzierte, inszenierte und präsentierte er auf TVE 1 Ruffus und Navarro Unplugged.
2020 nahm er am Antena-3-Programm Mask Singer: adivina quién canta teil. Im Jahr 2020 wirkte er als Gastgeber bei der Sendung Dos parejas y un destino von TVE 1.

### Wirken als Journalist und Autor
Navarro schrieb als Journalist von 1985 bis 1986 für die Zeitschrift Diez minutos ein wöchentliches Interview und in seiner Zeit in New York von 1986 bis 1987 wöchentlich für die spanische Zeitung Diario 16. Er war außerdem Anfang der 1990er Jahre für verschiedene Fachzeitschriften tätig. Von 2001 bis 2004 schrieb er eine wöchentliche Kolumne für die Zeitung La Razón. 2014 wurde sein Buch La leyenda del Mississippi veröffentlicht.

## Filmografie (Auswahl)

### Fernsehen
- La Tarde (TVE, 1983–1984)
- Telediario (TVE, 1984)
- La noche (Univisión, 1985)
- Por fin es viernes (Canal Sur, 1989)
- El día por delante (TVE, 1989–1990)
- Juguemos al Trivial (TVE, 1992)
- Vivir, vivir... Qué bonito (Antena 3, 1992–1993)
- Todo va bien (Antena 3, 1993–1994)
- Estamos todos locos (Antena 3, 1994)
- El gran juego de la oca (Antena 3, 1994–1995)
- Esta noche cruzamos el Mississippi (Telecinco, 1995–1997)
- La sonrisa del pelícano (Antena 3, 1997)
- La Vía Navarro (Vía Digital, 1999–2000)
- Papá (Antena 3, 2001)
- Gran hermano (Telecinco, 2002)
- Ruffus & Navarro unplugged (TVE, 2006)
- Late Motiv mit Andreu Buenafuente (Movistar+, #0, 2016) als Gast in der Sendung 97
- Operación And The Andarán (Special Silvester mit José Mota 2016) (TVE, La 1, 2016)
- Mi casa es la tuya (Telecinco, 2017)
- Mira lo que has hecho (Movistar+, 2018)
- Wild Portraits (Special Silvester mit José Mota 2018) (TVE, La 1, 2018)
- Veneno (ATRESPlayer, Antena 3, 2020) in Folge 5
- Mask Singer: adivina quién canta (Antena 3, 2020)
- Dos parejas y un destino (TVE, 2021)

### Kino
- 1986: Delirios de amor
- 1997: Abre los ojos (Open your Eyes)

## Buchveröffentlichung
- La leyenda del Mississippi. Foca, Tres Cantos 2014, ISBN 9788496797710.

## Auszeichnungen
- 1983: Pueblo Award als bester Fernsehmoderator
- 1983: TP-Auszeichnung für den beliebtesten Charakter
- 1986: ACE Award, an den besten Hispanic Speaking Presenter
- 1989: TP de Oro Award als bester Moderator
- 1995: TP de Oro Auszeichnung für das beste Magazin
- 1996: MIDIA für die beste hispanische Talkshow
- 1996: Ondas Award für das beste Unterhaltungsprogramm
- 1996: Goldene Antenne
- 1996: TP de Oro für das beste Nachrichtenprogramm